# Grip (adelsätter)
För en alfabetisk översikt över medlemmar de olika ätterna, se Grip (efternamn).
Grip är ett namn som burits av eller i eftertid använts för flera svenska frälseätter. 

## Den medeltida ätten Grip
Denna äldre grenen av denna ätt är känd sedan 1296 och var på 1300-talet Sveriges rikaste och mäktigaste adelsätt. Namnet Grip användes aldrig av den äldre grenen.

### Släktträd, äldre grenen (urval)
- Tomas Jonsson, riddare, nämnd 1296-1299, stamfar för den äldre grenen
  - Jon Tomasson (Grip) (1200-talet–efter 1331), jordägare
    - Bo Jonsson (Grip) (1335–1386), väpnare, riksråd och drots
      - Knut Bosson (Grip) (död 1406), riddare och jorddrott
        - Bo Knutsson (Grip) (fl. 1434-1442), riddare och riksråd[2]
        - Katarina Knutsdotter (Grip), gift med Nils Erengisesson av Hammerstaätten, föräldrar till Bo Nilsson (Grip), den yngre grenens stamfar

## Yngre ätten Grip
Bo Nilsson (Grip) (1420-talet–1465), riddare och riksråd tog upp sin morfars ättevapen och blev därmed stamfar för den yngre ätten Grip.
Ätten blev friherrlig 1561, med godset Vinäs som friherreskap, och den friherrliga ätten utslocknade på manssidan 1592 eller 1594 och på kvinnosidan 1666. Eftersom den utslocknade på manssidan innan Riddarhuset organiserades på 1600-talet, har den inte något nummer i Riddarhusets förteckningar över svenska adelsätter.
Namnet Grip förekommer inte förrän på 1560-talet, till en början omväxlande med namnet Gripshuvud. 

### Släktträd, yngre grenen (urval)
- Nils Bosson (Grip) (1460-talet–1522), riddare, lagman och riksråd
  - Beata Nilsdotter (Grip) (död 1547) gift 1514 med Holger Karlsson (Gera)
  - Kerstin Nilsdotter (Grip) (död 1538) gift 1527 med Göran Eriksson (Gyllenstierna)
  - Birger Nilsson (Grip) (1490-talet–1565), riksråd och friherre
    - Nils Birgersson (Grip) (1535–1592), riksråd och friherre
    - Margareta Birgersdotter (Grip) (1538–1586) författare och godsägare
    - Morits Birgersson (Grip) (1547–1591), riksråd och friherre
      - Ebba Grip (1583–1666), brukspatron, donator, friherrinna, gift 1617 med riksrådet Svante Gustafsson Banér (1584–1628)

  - Ingeborg Nilsdotter (Grip) (död troligen 1533) gift med Åke Johansson (Natt och Dag)
  - Peder Nilsson Grip (1507–1533) gift med Görvel Fadersdotter (Sparre)
  - Birgitta (Brita) Nilsdotter (Grip) (död 1549) gift 1536 med Björn Persson (Bååt)
  - Marina Nilsdotter (Grip) (död efter 1562) hovfunktionär, gift med Karl Eriksson (Gyllenstierna)

## Adliga ätten Gyllengrip, nr 80
Christoffer Andersson (1518-1599), som tillhörde den adliga ätten Stråle, skall enligt ett kungligt brev från 1562 erhållit vapenförbättring till Grip. 
Detta brev anses emellertid vara en förfalskning. Inte heller en uppgift från 1500-talet om att en förfader fått frälsebrev av kung Karl Knutsson (Bonde) har kunnat verifieras. 
Christoffer Andersson Grip gjorde först sjömilitär karriär och blev senare närmaste man till ståthållaren på Kalmar slott, Johan Sparre. Då slottet 1599 efter belägring föll i hertig Karls händer, halshöggs Grip tillsammans med Sparre och ett tjugotal andra personer den 16 maj 1599.
Hans ättlingar kom senare i strid om namnet Grip med arvingar till den friherrliga ätten Grip och blev 1647 tvungna att byta namn till Gyllengrip. Denna ätt utslocknade 1786.

## Adliga ätten Grip nr 2310
Denna ätt härstammade från en fabrikör Johan Westén, vars hustru Catharina Meijer som änka gifte sig med tullöverinspektören Johan Michaël Grip (1724–1792) och vars son tullinspektören Johan Jacob Westén (1743–1793) tog sin styvfars namn. Sonsonen Carl Gabriel Grip (1785–1843) hade olika befattningar i ämbetsverken, främst vid Krigsexpeditionen, och blev 1832 statssekreterare för krigsärendena. Han adlades med bibehållet namn 1833, men dog barnlös 1843 och slöt därmed själv sin ätt.